# Sielsowiet Kniażyce
Sielsowiet Kniażyce (biał. Княжыцкі сельсавет; ros. Княжицкий сельсовет) – sielsowiet na Białorusi, w obwodzie mohylewskim, w rejonie mohylewskim, z siedzibą w Kniażycach.
Według spisu z 2009 sielsowiet Kniażyce zamieszkiwało 2654 osób, w tym 2470 Białorusinów (93,07%), 128 Rosjan (4,82%), 30 Ukraińców (1,13%), 5 Tatarów (0,19%), 20 osób innych narodowości i 1 osoba, która nie podała żadnej narodowości.

## Miejscowości
- agromiasteczko:
  - Kniażyce
- wsie:
  - Babrowiczy
  - Brakawa
  - Bułyżycy
  - Hornaja Wulica
  - Ilinka
  - Łubniszcza
  - Nikiciniczy
  - Nizkaja Wulica
  - Piasczanka
  - Prokszaniczy
  - Sieliszcza
  - Sieńkawa
  - Sumarokawa
  - Szczehlica
  - Taupieczycy
  - Zaborje
  - Załubniszcza
- osiedla:
  - Babrowa
  - Łachwa